# Пантелеева (деревня)

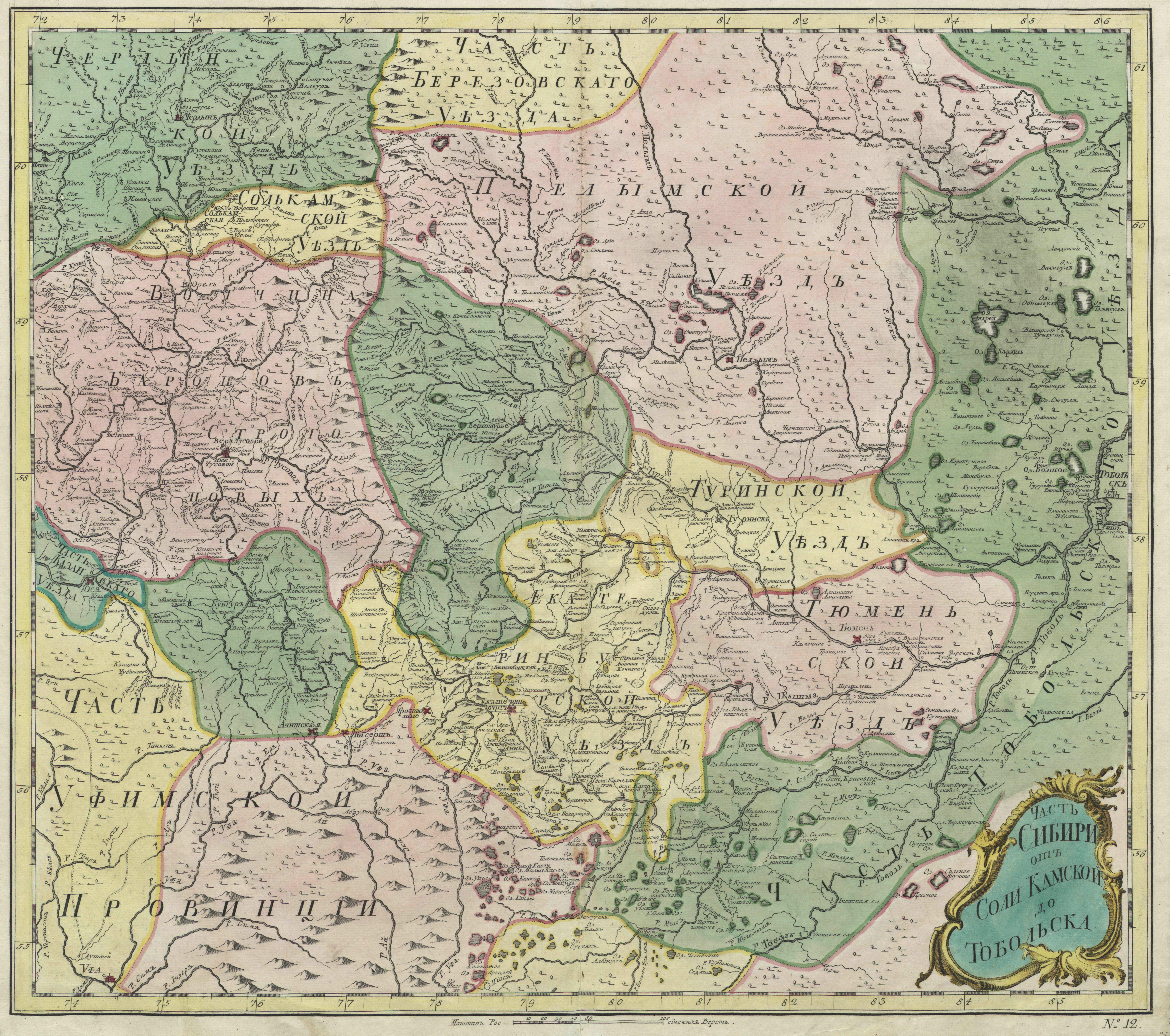
Деревня Пантелеева (Анепская) на карте 1745 года

Пантеле́ева (прежние названия — Анепская, Пашенная) — деревня в Гаринском городском округе Свердловской области России.

## Географическое положение
Деревня Пантелеева муниципального образования «Гаринский городской округ» расположена на левом берегу реки Тавды, напротив устья правого притока реки Анеп, в 65 километрах к востоку от районного центра посёлка Гари, в 111 км к северо-западу от села Таборы и в 323 км к северо-востоку от Екатеринбурга. Автомобильное сообщение с деревней отсутствует, только водное сообщение по реке Тавда.

## История
Основана в первой половине XVIII века. Возможно получила своё название в честь основателя, казака Пантелея Зуева. В атласе 1745 года значится под названием Анепская — по реке Анеп, впадающей в Тавду неподалёку от деревни. В XIX — начале XX века административно-территориально принадлежала к Пелымской волости Туринского округа Тобольской губернии.

## Религия
Деревня относилась к приходу Троицкой церкви села Троицкого (Воргинского) В начале XX века здесь располагалась деревянная часовня с переносным престолом. В советское время часовня была снесена.

## Население
| 2002 | 2010 | 2021 |
| ---- | ---- | ---- |
| 9    | ↗10  | ↘1   |

В 1893 году в Пантелеевой было 34 двора. Население составляло 250 человек. По переписи 2010 года население деревни составляло 10 человек.